# Dicliptera riparia
Dicliptera riparia är en akantusväxtart som beskrevs av Christian Gottfried Daniel Nees von Esenbeck. Dicliptera riparia ingår i släktet Dicliptera och familjen akantusväxter. Inga underarter finns listade i Catalogue of Life.